# Cheilodactylus pixi
Cheilodactylus pixi är en fiskart som beskrevs av Smith, 1980. Cheilodactylus pixi ingår i släktet Cheilodactylus och familjen Cheilodactylidae. Inga underarter finns listade i Catalogue of Life.